# La Septième Aube

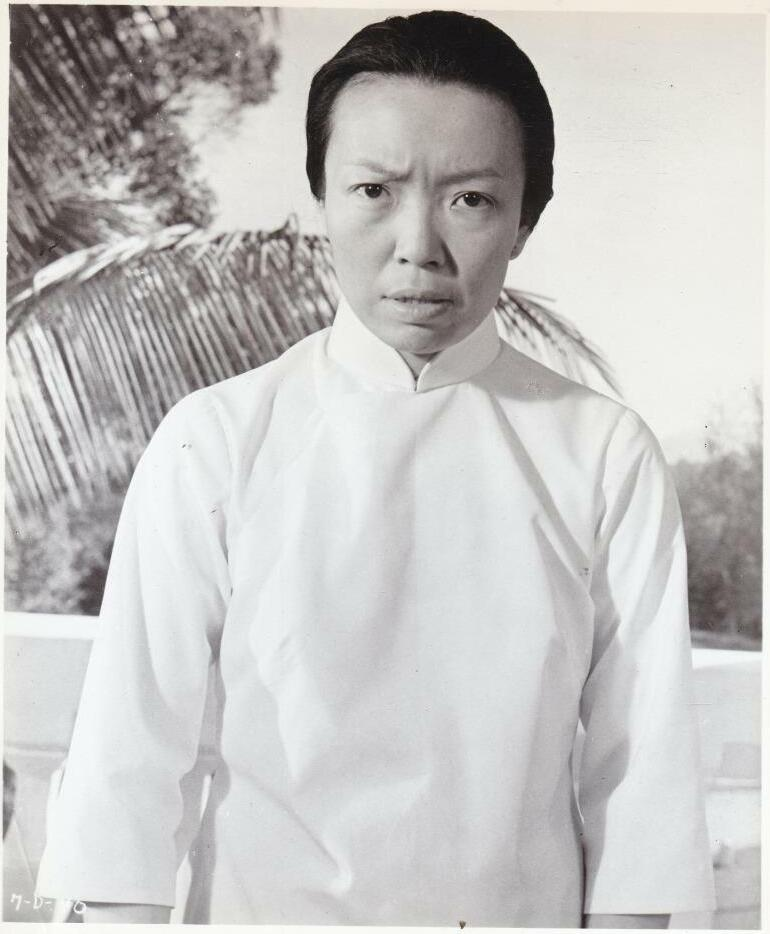
Photo de presse de Beulah Quo pour la Septième Aube (1964).

La Septième Aube (The 7th Dawn) est un film britannique réalisé par Lewis Gilbert et sorti en 1964.
Le film traite de l'insurrection malaise en 1948.

## Fiche technique
- Titre original : The Seventh Dawn
- Titre français : La Septième Aube
- Réalisation : Lewis Gilbert
- Scénario : Karl Tunberg d'après The Durian Tree de Michael Keon
- Photographie : Freddie Young
- Montage : John Shirley
- Musique : Riz Ortolani
- Production : Karl Tunberg et Charles K. Feldman
- Pays d'origine : Royaume-Uni
- Format : Couleurs - 35 mm -  1,85:1 - Mono
- Genre : Aventure, guerre
- Durée : 123 minutes
- Dates de sortie : 
  - États-Unis :2 septembre 1964
  - France : 5 mars 1965

## Distribution
- William Holden (VF : Jean Martinelli) : Major Ferris
- Susannah York (VF : Michèle Bardollet) : Candace Trumpey
- Capucine (VF : Jacqueline Porel) : Dhana Mercier
- Tetsurō Tanba (VF : Georges Aminel) : Ng
- Michael Goodliffe (VF : Roger Tréville) : Trumphey
- Allan Cuthbertson (VF : Yves Brainville) : Cavendish
- Maurice Denham (VF : Louis Arbessier) : Tarlton
- Sydney Tafler (VF : André Valmy) : Tom, le chef de la Police
- Hugh Robinson (VF : Jean Ozenne) : le juge